# 13F
『13F』（サーティーンフロア、The Thirteenth Floor）は、1999年のアメリカ合衆国・ドイツのSF映画。監督はジョセフ・ラスナック、出演はクレイグ・ビアーコとグレッチェン・モルなど。睡眠を利用した共有バーチャルリアリティ世界と現実との混乱を描く。原作はダニエル・ガロイの1964年の小説『Simulacron-3』。

## ストーリー
1999年。バーチャルリアリティの研究をしているダグラス・ホールは、コンピュータ内に1937年のロサンゼルスを再現しようとしていた。
ある朝、彼が目覚めると手元に血まみれのシャツがあり、自身の記憶も曖昧になっていた。そこへ彼の上司であるフラーが、何者かによって殺害されたという報せが入る。戸惑うダグラスの前に、フラーの娘を名乗るジェインという女性が現れる。フラーは生前一度も娘について話したことはなかったが、ダグラスは彼女と会ったことがあるかのようなデジャヴを覚えるのだった。
フラーの事件を調べるマクベイン刑事は、会社を引き継ぐことになるダグラスに疑いの目を向ける。身の潔白を証明すべく事件について調べるダグラスは、同僚のホイットニーからフラーがコンピューター内の仮想世界と現実とを行き来していた事実を知る。また、フラーが残した留守電から、彼が仮想世界内の個体（仮想世界で生活する人々）の一人に自分宛の手紙を託していることを知り、ダグラスもまた仮想世界に入ることを決断する。これは仮想世界の個体の意識を一時的に乗っ取るという実験段階の方法であり、不測の事態を招く危険を伴うものだった。
仮想世界で、ダグラスはジョン・ファーガソンという銀行員の中に入る。1937年のロサンゼルスは驚くほどのリアリティを持って構成されていた。ダグラス=ファーガソンはフラーの行きつけていた高級ホテルを突き止め、フラーがそこで女を買っていたという意外な事実を発見するが、フラーの手紙は見つけられないままで現実に戻ってしまう。ダグラスが去り、意識を取り戻したファーガソンは、自分が見知らぬ場所にいることに戸惑うのだった。
現実に戻ったダグラスは、トム・ジョーンズという男からフラーを殺した犯人として脅しを受ける。その場で彼を追い返したものの、不安を拭えないまま、ダグラスはジェインに会いに行く。フラーのことを相談しながらも何故か彼女に心惹かれるダグラスに、ジェインもまた彼に惹かれていることを告白する。
その晩、唐突にダグラスは逮捕される。彼について目撃証言したジョーンズが殺されたことで、二件の殺人容疑者とされたのだ。ジェインのアリバイ証言で釈放されたダグラスは、真相を求めて再び仮想世界に入る。
ダグラス=ファーガソンは、フラーが入っていた個体=グリアソンと接触する。フラーの動向が彼にデジャヴとして残っているのでは、と考えたのだ。既婚者のグリアソンは妻に誠実に生きてきたが、度々記憶が途切れた後に香水の移り香があったり、購入した覚えのない高価なタキシードを見つけたりと、フラーの行動による混乱に悩まされていた。彼の導きで高級ホテルのバーテン・アシュトンがフラーの手紙を持っていることを突き止めるが、アシュトンはそれを読み、自分が仮想世界の住人であることを知っていた。フラーの手紙には仮想世界の境界線を確かめるよう指示されており、アシュトンはそこに"この世の果て"を確認したのだ。
偽りの世界に住まわされた絶望感と怒りでダグラス=ファーガソンを殺そうとするアシュトンから、辛うじて現実へと逃れたダグラスは、ジェインがいなくなったことを知る。マクベイン刑事はフラーに娘が存在しないことを突き止めていた。ダグラスたちが会っていたのは、スーパーのレジ係で生計を立てるナターシャ・モリナーロという名の女性だった。真相に気付いたダグラスは、街から遠ざかるべくひたすら車を走らせ、そこに"この世の果て"を見出だす。自身が住む"現実"もまた仮想世界であり、ジェインこそが"現実"から仮想世界への闖入者だったのだ。
ダグラスの住む仮想世界を再び訪れたジェイン=ナターシャから全ての真相が明かされる。ジェインの夫デヴィッドがダグラスに入り込み、フラーやジョーンズを殺したのだ。デヴィッドにとって仮想世界での殺人はゲームのようなものだった。しかしジェインは夫の全能感を非道なものとして否定し、ダグラスの人格を認め、彼への愛を伝える。
一方フラーとダグラスの成功に安心したホイットニーは、真相を何も知らぬままに仮想世界への闖入を試みる。1937年のホイットニーの個体はアシュトンだった。しかしアシュトンに入り込んだホイットニーは、仮想世界を楽しむ暇もなく唐突な事故で死んでしまう。そして現実世界で目覚めた時、彼の体に戻ったのはアシュトンの精神だった。
"未来"へ突然現れたアシュトンの奇矯な振る舞いからそれと気付いたダグラスは、仮想世界に住む者同士の奇妙な共感を抱く。しかしダグラスの体は唐突にデヴィッドに乗っ取られ、デヴィッド=ダグラスはアシュトンを殺してしまう。
ダグラスへの嫉妬から妻をも殺そうとするデヴィッドだが、夫の行動を予想していたジェインは予めマクベイン刑事に全ての真相を話し、助けを依頼していた。ジェイン=ナターシャを追い詰めるデヴィッド=ダグラスを、マクベインが射殺する。マクベインはジェインに、自分たちの仮想世界をそのまま放っておいて欲しいと告げる。
１９９０年代のシミュレーションでホールとして生きていたデヴィッドが死亡したことで、ホールの意識が現実世界でデヴィッドの肉体を支配できるようになる。デヴィッドは２０２４年にVRシステムに接続されて目を覚ますが、地球外生命体によって未来世界は変化していた。システムを切断すると、ジェイン・フラーと彼女の父親：実在のハンノン・フラーのモデルとなった人物だ。ジェインはホールにシミュレーションのすべてを話そうとするが、彼女が話し始めた途端、映画は終わる。スクリーンの映像は細い光の線に収束し、コンピューターのモニターの電源が切られるかのように暗転する。

## キャスト
※括弧内は日本語吹替
- ダグラス・ホール/ジョン・ファーガソン/デヴィッド: クレイグ・ビアーコ（大塚芳忠）
- ハンノン・フラー/グリアソン: アーミン・ミューラー＝スタール（藤本譲）
- ジェイン・フラー/ナターシャ・モリナーロ: グレッチェン・モル（小林優子）
- ジェイソン・ホイットニー/ジェリー・アシュトン: ヴィンセント・ドノフリオ（青山穣）
- ラリー・マクベイン刑事: デニス・ヘイスバート（立木文彦）
- ゼヴ・バーンスタイン刑事: スティーヴン・スカブ（家中宏）
- トム・ジョーンズ: ジェレミー・ロバーツ（宝亀克寿）
- ブリジット・マニーラ: シリ・アップルビー

## 作品の評価
評論家からの評価は低い。
Rotten Tomatoesによれば、63件の評論のうち、高く評価しているのは29%にあたる18件にとどまっており、平均して10点満点中4.47点を得ている。
Metacriticによれば、22件の評論のうち、高評価は1件、賛否混在は12件、低評価は9件で、平均して100点満点中36点を得ている。
その一方で、Rotten Tomatoesにおける3万を超える一般観客からの支持率は64%であり、また日本では「【TSUTAYA発掘良品】100人の映画通が選んだ本当に面白い映画。」の1本に選ばれ、WOWOWで解説付きで放映された。